# Perilampus cyaneus
Perilampus cyaneus is een vliesvleugelig insect uit de familie Perilampidae. De wetenschappelijke naam is voor het eerst geldig gepubliceerd in 1798 door Fabricius.